# Noriko Miyagawa
Noriko Miyagawa (宮川典子, Miyagawa Noriko), née le 5 avril 1979 et morte d'un cancer du sein le 12 septembre 2019, est une femme politique japonaise, représentant la préfecture de Yamanashi à la Chambre des représentants du Japon pour le parti libéral démocrate japonais. Elle est nommée au gouvernement Abe III en 2017, en tant que secrétaire parlementaire chargée de l'éducation, de la culture, des sports, de la science et de la technologie. 

## Jeunesse et carrière pré-électorale
Miyagawa naît le 5 avril 1979 à Tokyo, et grandit dans la région de Yamanashi. Elle est la fille d'un marchand d'alcool et d'une professeur d'anglais. Plusieurs membres de sa famille, comme son grand père ou son frère cadet, sont également professeurs. Elle effectue ses études supérieures à l'Université de Keio dans le département de lettres, puis devient professeur dans le lycée ou elle était étudiante, le Yamanashi Gakuin de Kōfu, dans la préfecture de Yamanashi.
À la suite du suicide d'un de ses élèves, elle démissionne de son poste et désire de combattre les inégalités du système éducatif. Elle intègre en 2007 l'institut Matsushita de politique et de management, dans l'espoir d'intégrer le monde de la politique. Elle rejoint le Parti libéral-démocrate en 2010, après l'obtention de son diplôme.

## Carrière électorale
Elle se présente en tant que représentante du PLD aux élections de 2010 à la Chambre des conseillers (en), à la première circonscription de la préfecture de Yamanashi. Elle est battu par le conseiller sortant Azuma Koshiishi (en).
Miyagawa se présente ensuite aux élections législatives japonaises de 2012, toujours dans la première circonscription de la préfecture de Yamanashi. Elle se présente contre le député sortant et ministre de l'Environnement Sakihito Ozawa, et est élue, bénéficiant de l'impopularité du ministre sortant après l'accident de Fukushima. Elle devient la plus jeune élue de la préfecture, à seulement 33 ans, ainsi que la première femme à représenter la préfecture de Yamanashi à la Diète.
Lors des élections législatives de 2014, elle se représente, mais perd l'élection face à Katsuhito Nakajima, représentant du Parti démocrate du Japon. Elle est néanmoins réélue grâce au scrutin proportionnel. En 2017, elle conserve son siège, toujours au scrutin proportionnel. Malgré des requêtes de ses collègues, elle déclare en 2018 ne pas être intéressée par la gouvernance de la préfecture de Yamanashi.
En août 2017, elle est nommée au poste de secrétaire parlementaire chargée de l'éducation, de la culture, des sports, de la science et de la technologie, dans le cabinet Abe III.

## Mort et hommages
Miyagawa décède le 12 septembre 2019 à 40 ans, des suites de complications d'un cancer du sein. Seiko Noda, ancienne ministre des Affaires intérieures et des Communications, effectue un discours commémoratif à sa mémoire dans la Diète, lors d'une séance exceptionnelle. 

## Prises de position
Durant sa carrière, elle œuvre pour la nomination des femmes en politique et a joué un rôle déterminant dans l’adoption de la loi sur la promotion de l’égalité des sexes dans le domaine politique, obligeant les partis politiques et autres organisations à proposer une parité en termes de candidats aux élections nationales et locales.
Elle défend également les politiques de revitalisation régionales, prônant pour une plus grande autonomie des régions dans la répartition du budget de ces programmes. 
Miyagawa milite également pour une meilleure inclusion des LGBT au sein de son propre parti, mais également au sein de la politique et de la société japonaise en général. Elle est nommée en février 2016 au poste nouvellement crée de secrétaire générale du Comité spécial du PLD sur l’orientation sexuelle et l’identité de genre. Forte de son expérience dans le système éducatif japonais, elle dit avoir rencontré plusieurs élèves LGBT, a été sensibilisé à leurs difficultés, et souhaite faire progresser ce système éducatif pour le rendre plus compréhensif et inclusif. De concert avec Karen Makishima, une autre députée du PLD, elle propose ainsi plusieurs lois sanctionnant les discriminations envers les personnes LGBT. 
Elle fait la promotion et soutient les Abenomics, politique économique japonaise promue par le premier ministre Shinzō Abe. Elle estime également que l'énergie nucléaire est nécessaire à la contribution énergétique japonaise.

## Vie privée
Son père meurt d'un cancer lorsqu'elle est âgée de dix ans. À la suite du décès de son père, elle retourne partiellement dans sa ville natale dans la région de Yamanashi pour aider sa famille avec la boutique familiale.  